# 리차드 수쿠타 파수
리차드 수쿠타 파수(1990년 6월 24일 ~ )는 독일의 축구 선수이다. 포지션은 공격수이다.

## 클럽 경력
2000년 분데스리가의 바이어 04 레버쿠젠에 스카웃되었고 그 팀의 유소년 팀에 들어갔다. 이후 2008년 여름에 레버쿠젠의 2군으로 승격되었다. 2개월 후인 2008년 10월부터 점차 1군 스쿼드에 종종 모습을 비췄고 2008-09 시즌 분데스리가에서 4경기 출전을 했다. 이후 2009년 겨울에는 2. 분데스리가의 FC 장크트파울리로 1년 6개월간 임대 이적했다. 2010년 1월 16일 로트 바이스 알렌과의 경기에서 장크트파울리 이적 후 첫 경기를 치뤘으며 이 경기에서 골을 기록했다. 이후 장크트파울리 임대 기간 동안 22경기 출전에 2골을 기록했다.
장크트파울리에서의 임대를 마친 후인 2011년 여름, 1. FC 카이저슬라우테른으로 이적했다. 이적 첫 해 26경기 1골의 성적을 남겼다. 이후 2012-13 시즌을 앞두고 오스트리아의 SK 슈투름 그라츠로 임대 이적했으며 이 팀에서 33경기 12골을 기록했다. 그리고 2013-14 시즌을 앞두고 2. 분데스리가의 VfL 보훔으로 임대이적했다.
2014-15 시즌을 앞두고 벨기에의 세르클러 브뤼허 KSV에 입단했다. 브뤼허에서 수쿠타파수는 29경기에 출전하며 3골만을 기록했다. 이후 한 시즌만에 브뤼허에서 나오게 되었고, 2015-16 시즌을 앞두고 3. 리가의 FC 에네르기 콧부스에 입단했다.
2016-17 시즌을 앞두고 SV 잔트하우젠에 입단했다. 잔트하우젠에서는 두 시즌간 활약했으며 이 기간 동안 56경기 출전 13골을 기록했다.
2018년 5월, MSV 뒤스부르크에 입단했다.
2019 시즌을 앞둔 2019년 2월. 중국 갑급리그의 광둥 사우스 차이나 타이거 FC로 이적하면서 처음 아시아 무대를 밟게 되었다.
2020 시즌을 앞두고 K리그2의 서울 이랜드 FC에 입단했다. 2020년 6월 13일에 열린 대전 하나 시티즌과의 리그 경기에서 서울 이랜드 입단 이후 첫 골을 기록했다. 이 경기에서 수쿠타 파수는 2골을 기록하며 팀의 2-0승리를 이끌었다.

## 국가대표팀 경력
2007년 FIFA U-17 월드컵에 참여하는 독일 U-17 축구 국가대표팀 명단에 포함되었다. 조별리그 첫 경기였던 콜롬비아와의 경기에서 대회 첫 골을 기록했으며 16강전 미국과의 경기에서는 홀로 2골을 넣으며 팀의 2-1승리를 이끌었다. 이후 대회 8강전인 잉글랜드와의 경기에서도 한 골을 추가했다.
이듬해 열린 2008년 UEFA 유러피언 U-19 챔피언십에도 참여했다. 대회 조별리그 첫 경기 스페인과의 경기에서 대회 첫 골을 기록했다. 이후 대회 4강전 체코와의 경기에서 연장 후반 종료를 얼마 남기지 않고 극적인 골을 작렬하며 팀을 결승으로 진출시켰다. 결승전에서도 후반 16분 골을 기록하며 팀의 대회 우승에 기여했다.